# Arthur William Rucker
Arthur William Rucker (ou Rücker), KB, FRS (Londres, 23 de outubro de 1848 — Everington, 1 de novembro de 1915) foi um físico britânico.